# Байкаловський заказник
Державний зоологічний мисливський заказник "Байкаловський" (рос. Государственный зоологический охотничий заказник "Байкаловский") — заказник площею 50,22 тис. га в Байкаловському і Слободо-Туринському муніципальних районах Свердловської області. Заказник організований 11 серпня 1977 року для збереження і підвищення чисельності косулі.  До природного комплексу заказника відносяться косуля, лось, куниця, лисиця, борсук, рись, глухар, тетерів. 